# Ami Ghia
Ami M. Ghia Shah (* 8. Dezember 1956 in Surat) ist eine ehemalige indische Badmintonspielerin.

## Karriere
Ami Ghia gewann 1978 Bronze im Damendoppel bei den Commonwealth Games gemeinsam mit Kanwal Thakar Singh. Bei den indischen nationalen Meisterschaften avancierte sie ab 1973 zur Serienmeisterin. Insgesamt holte sie sich in ihrer Heimat 24 Titel. 1976 wurde ihr der Arjuna Award verliehen.

## Sportliche Erfolge
| Saison | Veranstaltung                              | Disziplin   | Platz | Name                              |
| ------ | ------------------------------------------ | ----------- | ----- | --------------------------------- |
| 1969   | Indien: Einzelmeisterschaften der Junioren | Damendoppel | 1     | Ami M. Ghia / Sujata Jain         |
| 1970   | Indien: Einzelmeisterschaften der Junioren | Dameneinzel | 1     | Ami M. Ghia                       |
| 1970   | Indien: Einzelmeisterschaften der Junioren | Damendoppel | 1     | Ami M. Ghia / Sujata Jain         |
| 1971   | Indien: Einzelmeisterschaften der Junioren | Damendoppel | 1     | Ami M. Ghia / Sujata Jain         |
| 1972   | Indien: Einzelmeisterschaften der Junioren | Damendoppel | 1     | Ami M. Ghia / Sujata Jain         |
| 1973   | Indien: Einzelmeisterschaften              | Dameneinzel | 1     | Ami M. Ghia                       |
| 1974   | Indien: Einzelmeisterschaften              | Damendoppel | 1     | Ami M. Ghia / Morin Mathias       |
| 1974   | Indien: Einzelmeisterschaften              | Dameneinzel | 1     | Ami M. Ghia                       |
| 1975   | Indien: Einzelmeisterschaften              | Dameneinzel | 1     | Ami M. Ghia                       |
| 1975   | Indien: Einzelmeisterschaften              | Damendoppel | 1     | Ami M. Ghia / Morin Mathias       |
| 1976   | Indien: Einzelmeisterschaften              | Damendoppel | 1     | Ami M. Ghia / Morin D’Souza       |
| 1976   | Indien: Einzelmeisterschaften              | Dameneinzel | 1     | Ami M. Ghia                       |
| 1978   | Indien: Einzelmeisterschaften              | Damendoppel | 1     | Kanwal Thakar Singh / Ami M. Ghia |
| 1978   | Commonwealth Games                         | Damendoppel | 3     | Kanwal Thakar Singh / Ami M. Ghia |
| 1979   | Indien: Einzelmeisterschaften              | Damendoppel | 1     | Ami M. Ghia / Morin D’Souza       |
| 1979   | Indien: Einzelmeisterschaften              | Dameneinzel | 1     | Ami M. Ghia                       |
| 1980   | Indien: Einzelmeisterschaften              | Mixed       | 1     | Leroy D’sa / Ami M. Ghia          |
| 1980   | Indien: Einzelmeisterschaften              | Damendoppel | 1     | Radhika Bose / Ami M. Ghia        |
| 1980   | Indien: Einzelmeisterschaften              | Dameneinzel | 1     | Ami M. Ghia                       |
| 1982   | Indien: Einzelmeisterschaften              | Mixed       | 1     | Partho Ganguli / Ami M. Ghia      |
| 1982   | Indien: Einzelmeisterschaften              | Damendoppel | 1     | Radhika Bose / Ami M. Ghia        |
| 1983   | Indien: Einzelmeisterschaften              | Dameneinzel | 1     | Ami M. Ghia                       |
| 1983   | Indien: Einzelmeisterschaften              | Damendoppel | 1     | Radhika Bose / Ami M. Ghia        |
| 1984   | Indien: Einzelmeisterschaften              | Mixed       | 1     | Pradeep Gandhe / Ami M. Ghia      |
| 1984   | Indien: Einzelmeisterschaften              | Damendoppel | 1     | Ami M. Ghia / Deepti Thanekar     |
| 1985   | Indien: Einzelmeisterschaften              | Mixed       | 1     | Pradeep S. Gandhe / Ami M. Ghia   |
| 1986   | Indien: Einzelmeisterschaften              | Damendoppel | 1     | Madhumita Bisht / Ami M. Ghia     |
| 1987   | Indien: Einzelmeisterschaften              | Damendoppel | 1     | Madhumita Bisht / Ami M. Ghia     |
| 1988   | Indien: Einzelmeisterschaften              | Damendoppel | 1     | Madhumita Bisht / Ami M. Ghia     |
| 1989   | Indien: Einzelmeisterschaften              | Damendoppel | 1     | Madhumita Bisht / Ami M. Ghia     |